# UCI ProTour 2008
Navigation
Édition précédente Édition suivante
L'UCI ProTour 2008 est la quatrième édition de l'UCI ProTour. Il est composé de 15 épreuves et disputé par 18 équipes. Les compétitions organisées par Amaury Sport Organisation, RCS Sport et Unipublic n'en faisaient pas partie par décision de ces trois sociétés. L'Espagnol Alejandro Valverde, vainqueur du ProTour 2006, s'est de nouveau imposé au classement individuel. Sa formation Caisse d'Épargne a remporté le classement par équipes.

## Organisation et épreuves exclues en 2008
En raison du conflit opposant l'Union cycliste internationale et les organisateurs des trois grands tours Amaury Sport Organisation, RCS MediaGroup et Unipublic, le calendrier UCI ProTour 2008 se trouve affaibli. Les trois organisateurs précités ont en effet décidé de retirer leurs courses de ce circuit, soit les grands tours, Milan-San Remo, Paris-Roubaix, Liège-Bastogne-Liège, le Tour de Lombardie, Tirreno-Adriatico, Paris-Nice, la Flèche wallonne et Paris-Tours. Le Tour Down Under, qui se déroule en Australie, est en revanche la première épreuve extra-européennes à intégrer le ProTour. Le 11 juin 2008, le conseil de l'UCI ProTour, réuni à Snekkersten, a décidé d'annuler la finale ProTour, prévue le 5 octobre 2008, car les conditions pour son déroulement n'étaient pas réunies.

## Équipes participants aux épreuves

### Équipes ProTour
Dix-huit équipes, dites équipes ProTour, participent à toutes les épreuves et aux classements UCI ProTour. En 2008, les équipes Discovery Channel et Unibet.com se sont dissoutes. Les places vacantes ne seront pas attribuées. Il y aura donc 18 équipes au lieu de 20. De plus l'ancienne formation allemande T-Mobile est devenue High Road, à la suite du retrait de l'ancien sponsor dû aux révélations de dopages intervenues en 2007, l'équipe AG2R Prévoyance se nommera AG2R-La Mondiale alors que l'équipe Prédictor-Lotto se nommera Silence-Lotto. L'équipe Astana prend une licence luxembourgeoise, alors qu'en 2006 elle était sous licence suisse. L'équipe Milram devient allemande.
| UCI ProTeams en 2008  | UCI ProTeams en 2008 | UCI ProTeams en 2008 |
| Nom de l'équipe       | Pays                 | Code                 |
| --------------------- | -------------------- | -------------------- |
| AG2R La Mondiale      | France               | ALM                  |
| Astana                | Kazakhstan           | AST                  |
| Bouygues Telecom      | France               | BTL                  |
| Caisse d'Épargne      | Espagne              | GCE                  |
| Cofidis               | France               | COF                  |
| Columbia              | États-Unis           | THR                  |
| Crédit agricole       | France               | C.A                  |
| CSC Saxo Bank         | Danemark             | CSC                  |
| Euskaltel-Euskadi     | Espagne              | EUS                  |
| Gerolsteiner          | Allemagne            | GST                  |
| La Française des jeux | France               | FDJ                  |
| Lampre                | Italie               | LAM                  |
| Liquigas              | Italie               | LIQ                  |
| Milram                | Allemagne            | MRM                  |
| Quick Step            | Belgique             | QST                  |
| Rabobank              | Pays-Bas             | RAB                  |
| Scott-American Beef   | Espagne              | SDV                  |
| Silence-Lotto         | Belgique             | SIL                  |

### Wild card
Quinze équipes continentales professionnelles bénéficient du label « wild card » leur permettant d'obtenir une invitation à participer aux épreuves de l'UCI ProTour (elles ne participent cependant pas aux classements UCI ProTour) : 
| - Acqua & Sapone-Caffe Mokambo - Agritubel - Andalucia-Cajasur - Barloworld - BMC Racing | - CSF Group Navigare - Elk Haus-Simplon - Garmin Chipotle* - Xacobeo Galicia* - Landbouwkrediet-Tönissteiner | - Serramenti PVC Diquigiovanni-Androni Giocattoli - Skil-Shimano - Tinkoff Credit Systems - Topsport Vlaanderen - Volksbank-Vorarlberg* |

* : équipe ayant changée de nom au cours de l'année

## Calendrier
| Date                | Nom de l'épreuve             | Pays                 | Vainqueur            | Équipe           | Leader du Pro Tour |
| ------------------- | ---------------------------- | -------------------- | -------------------- | ---------------- | ------------------ |
| 22-27 janvier       | Tour Down Under              | Australie            | André Greipel        | High Road        | André Greipel      |
| 6 avril             | Tour des Flandres            | Belgique             | Stijn Devolder       | Quick Step       | André Greipel      |
| 9 avril             | Gand-Wevelgem                | Belgique             | Óscar Freire         | Rabobank         | André Greipel      |
| 7-12 avril          | Tour du Pays basque          | Espagne              | Alberto Contador     | Astana           | André Greipel      |
| 20 avril            | Amstel Gold Race             | Pays-Bas             | Damiano Cunego       | Lampre           | Damiano Cunego     |
| 29 avril-4 mai      | Tour de Romandie             | Suisse               | Andreas Klöden       | Astana           | Damiano Cunego     |
| 19-25 mai           | Tour de Catalogne            | Espagne              | Gustavo César Veloso | Karpin Galicia   | Damiano Cunego     |
| 8-15 juin           | Critérium du Dauphiné libéré | France               | Alejandro Valverde   | Caisse d'Épargne | Cadel Evans        |
| 14-22 juin          | Tour de Suisse               | Suisse               | Roman Kreuziger      | Liquigas         | Damiano Cunego     |
| 2 août              | Classique de Saint-Sébastien | Espagne              | Alejandro Valverde   | Caisse d'Épargne | Alejandro Valverde |
| 25 août             | GP Ouest France de Plouay    | France               | Pierrick Fédrigo     | Bouygues Telecom | Alejandro Valverde |
| 20-27 août          | Eneco Tour                   | Belgique et Pays-Bas | José Iván Gutiérrez  | Caisse d'Épargne | Alejandro Valverde |
| 29 août-6 septembre | Tour d'Allemagne             | Allemagne            | Linus Gerdemann      | Columbia         | Alejandro Valverde |
| 7 septembre         | Vattenfall Cyclassics        | Allemagne            | Robbie McEwen        | Silence-Lotto    | Alejandro Valverde |
| 14-20 septembre     | Tour de Pologne              | Pologne              | Jens Voigt           | CSC Saxo Bank    | Alejandro Valverde |
| 5 octobre           | Finale Pro Tour              | Annulé               |                      |                  |                    |

## Classements finals
|    | Coureur            | Pays      | Équipe           | Pts |
| 1  | Alejandro Valverde | Espagne   | Caisse d'Épargne | 123 |
| 2  | Damiano Cunego     | Italie    | Lampre           | 104 |
| 3  | Andreas Klöden     | Allemagne | Astana           | 96  |
| 4  | Roman Kreuziger    | Tchéquie  | Liquigas         | 94  |
| 5  | André Greipel      | Allemagne | Columbia         | 93  |
| 6  | Cadel Evans        | Australie | Silence-Lotto    | 85  |
| 7  | Stijn Devolder     | Belgique  | Quick Step       | 80  |
| 8  | José Joaquín Rojas | Espagne   | Caisse d'Épargne | 77  |
| 9  | Thomas Lövkvist    | Suède     | Columbia         | 74  |
| 10 | Alessandro Ballan  | Italie    | Lampre           | 60  |

|    | Équipe                | Pays | Pts |
| 1  | Caisse d'Épargne      |      | 229 |
| 2  | Astana                |      | 226 |
| 3  | CSC Saxo Bank         |      | 180 |
| 4  | Liquigas              |      | 178 |
| 5  | Scott-American Beef   |      | 177 |
| 6  | Crédit agricole       |      | 161 |
| 7  | Euskaltel-Euskadi     |      | 160 |
| 8  | Quick Step            |      | 160 |
| 9  | Columbia              |      | 159 |
| 10 | Rabobank              |      | 156 |
| 11 | Silence-Lotto         |      | 155 |
| 12 | La Française des Jeux |      | 152 |
| 13 | AG2R La Mondiale      |      | 145 |
| 14 | Gerolsteiner          |      | 142 |
| 15 | Bouygues Telecom      |      | 108 |
| 16 | Cofidis               |      | 107 |
| 17 | Lampre                |      | 95  |
| 18 | Milram                |      | 79  |

|    | Pays               | Pts |
| 1  | Espagne            | 374 |
| 2  | Allemagne          | 317 |
| 3  | Italie             | 295 |
| 4  | Australie          | 268 |
| 5  | Belgique           | 216 |
| 6  | France             | 177 |
| 7  | République tchèque | 94  |
| 8  | Luxembourg         | 94  |
| 9  | Pays-Bas           | 90  |
| 10 | Russie             | 87  |

## Victoires sur le ProTour
|    | Coureur             | Pays | Vict. |
| 1. | André Greipel       |      | 7     |
| 2. | Alejandro Valverde  |      | 4     |
|    | Robbie McEwen       |      | 4     |
| 4. | Alberto Contador    |      | 3     |
|    | Kim Kirchen         |      | 3     |
| 6. | Damiano Cunego      |      | 2     |
|    | Andreas Klöden      |      | 2     |
|    | Thor Hushovd        |      | 2     |
|    | Cyril Dessel        |      | 2     |
|    | Óscar Freire        |      | 2     |
|    | Fabian Cancellara   |      | 2     |
|    | Roman Kreuziger     |      | 2     |
|    | Tom Boonen          |      | 2     |
|    | Daniele Bennati     |      | 2     |
|    | Pierrick Fédrigo    |      | 2     |
|    | José Iván Gutiérrez |      | 2     |
|    | Jens Voigt          |      | 2     |
|    | Linus Gerdemann     |      | 2     |

|     | Équipe                | Pays | Vict. |
| 1.  | Columbia              |      | 17    |
| 2.  | Astana                |      | 7     |
| 3.  | Caisse d'Épargne      |      | 6     |
|     | CSC Saxo Bank         |      | 6     |
|     | Liquigas              |      | 6     |
| 6.  | Crédit agricole       |      | 5     |
|     | Silence-Lotto         |      | 5     |
| 8.  | Quick Step            |      | 4     |
|     | Gerolsteiner          |      | 4     |
| 10. | Bouygues Telecom      |      | 3     |
| 11. | Lampre                |      | 2     |
|     | AG2R La Mondiale      |      | 2     |
|     | Rabobank              |      | 2     |
|     | Cofidis               |      | 2     |
|     | Scott-American Beef   |      | 2     |
|     | Xacobeo Galicia       |      | 2     |
| 17. | Milram                |      | 1     |
|     | Euskaltel-Euskadi     |      | 1     |
|     | La Française des Jeux |      | 1     |
|     | UniSA-Australia       |      | 1     |
|     | Andalucía-Cajasur     |      | 1     |

| Pos. | Pays       | Vict. |
| 1.   | Allemagne  | 18    |
| 2.   | Espagne    | 13    |
| 3.   | Italie     | 8     |
| 4.   | Australie  | 7     |
| 5.   | France     | 6     |
| 6.   | Belgique   | 4     |
| 7.   | Luxembourg | 3     |
|      | Norvège    | 3     |
| 9.   | États-Unis | 2     |
|      | Kazakhstan | 2     |
|      | Suisse     | 2     |
|      | Tchéquie   | 2     |

## État du conflit en cours avec les organisateurs des grands tours,l'AIGCPet laFFC
L'UCI souhaite empêcher l'élite des coureurs professionnels de participer aux épreuves ne faisant pas partie du calendrier UCI. Elle reproche de plus à ASO, organisateur de Paris-Nice et du Tour de France, d'avoir exclu l'équipe Astana en raison de son passé de dopage, et ceci en violation des critères de l'UCI. 
Le 4 mars 2008, Pat McQuaid a menacé de sanctions les équipes de coureurs qui participeraient au Paris-Nice 2008.
Il a par ailleurs qualifié les actions de ASO et de la Fédération Française de Cyclisme (FFC) comme étant "non motivées par des raisons sportives", et annoncé des sanctions. 
Le 7 mars 2008, soit 2 jours avant le départ du Paris-Nice, l'UCI a annoncé avoir initié des sanctions disciplinaires contre la FFC et son dirigeant Jean Pitallier, ainsi que contre Éric Boyer, Président de l'AIGCP. La FFC est accusée par l'UCI d'avoir participé au retrait de l'épreuve Paris-Nice du cadre réglementaire de l'UCI. Il est reproché à Éric Boyer d'avoir incité des équipes professionnelles à participer au Paris-Nice 2008, alors que cette épreuve n'est plus inscrite au calendrier UCI.